# Božidar Špišić
Božidar Špišić (Sisak, 6. rujna 1879. – Zagreb, 31. srpnja 1957.), hrvatski liječnik ortoped, pionir hrvatske ortopedije, dopisni član HAZU

## Životopis
Rodio se u Sisku. U Grazu završio studij medicine. 1904. u Austriji i Njemačkoj usavršavao znanja ortopedije, dotad u Hrvatskoj posve nepoznatoj medicinskoj grani. Djeluje u Zagrebu. Već 1908. uredio je privatni ortopedski zavod u Zagrebu, ujedno prvi na jugoistoku Europe, a samo sedam godina poslije, ratne 1915. i prvu Ortopedsku bolnicu s ortopedskim radionicama i školom za invalide. Poslije rata godine 1922. započeo je nastavu ortopedije na zagrebačkome Medicinskom fakultetu. 1930. godine postao dopisni član HAZU. Iste godine osnovao je u Zagrebu Ortopedsku kliniku, koju je vodio i u ratu, sve do 1945. godine. U međuvremenu je 1933. postao redoviti profesor Medicinskoga fakulteta te njegov dekan u dva navrata. U NDH je bio i rektor zagrebačkog sveučilišta, od 1943. do 1944. godine.
Špišićev liječnički interes bio je usmjeren ka problematici sakate djece, liječenju i rehabilitaciji invalida, funkcionalnim liječenjem u ortopediji. Isticao je socijalnomedicinsku važnost te medicinske grane. Uveo je više originalnih terapijskih postupaka. Napisao prvi hrvatski udžbenik iz ortopedije. Bilo je to 1952. godine. Ortopedija.
Božidar Špišić je bio vrsna glasa. Tenor je bio krasan i dok je u Münchenu specijalizirao ortopediju, umalo se dogodilo da je dobio angažman u tamošnjem kazalištu. Špišićeva kći Mira (1905. – 1997.), mati je hrvatskoga reumatologa svjetskog glasa, publicista, urednika, leksikografa, poliglota i "kvakača" Theodora Dürrigla (Zagreb, 10. listopada 1916.).

## Vanjske poveznice
- Rektori Sveučilišta u Zagrebu
- WorldCat